# 永安遗址
永安遗址，位于中国吉林省江源区永安乡永安村，为一个省级文物保护单位，类型为古遗址，公布时间为2007年5月31日。该文物保护单位由白山市文管办管理。
永安遗址的历史年代为唐代。